# Glanshatten
55°22′9.33″N 10°27′26.16″Ø / 55.3692583°N 10.4572667°Ø
Glanshatten er et  kollegium i  Odense, beliggende i bydelen Tornbjerg. Der er 96 værelser på kollegiet. 

## Opbygning
Kollegiet er opdelt i 24 lejligheder (1 køkken, 2 bad) med hver 4 beboere. Hver af de 24 lejligheder var et andelsselskab for sig selv, før de blev slået sammen i foråret 2011. Dette andelsselskab var dog medlem af hovedforeningen Kollegiet Glanshatten, som varetager alle lejligheders interesser.
Kollegiet er et andelskollegium, der ejes udelukkende af andelshaverne/beboerne.

## Magtdeling
Der er to instanser der styrer kollegiet i nævnt rækkefølge, med generalforsamlingen som den øverste myndighed:
- hovedeforeningen
- generalforsamlingen

### Hovedforeningens bestyrelse
Bestyrelsen er valgt af generalforsamlingen og består af 5 bestyrelsesmedlemmer (herunder formand) og 2 suppleanter. Formanden er valgt på generalforsamling, men yderligere poster fordeles på et konstituerende bestyrelsesmøde. Disse poster variere efter behov. 
Bestyrelsen er ansvarlig for kontakten til og samarbejdet med Kollegieboligselskabet, samt organisering og afvikling af kollegiets totaldage. På totaldage samles hele kollegiet om større opgaver på kollegiet samt general vedligeholdelse fx maling af skure eller afvaskning af flagstang og skilte. 

## Daglig drift
Hovedforeningen har ansat Kollegieboligselskabet (KBS) som administrator.

## Beliggenhed
Glanshatten ligger i naturskønne omgivelser med kort afstand til Syddansk Universitet Odense og i cykelafstand fra Odense centrum.